# Jimmy Walker
James "Jimmy" Walker (nascut el 8 d'abril de 1944 a Amherst, Virgínia i mort el 2 de juliol de 2007 a Kansas City, Missouri) va ser un jugador de bàsquet nord-americà que durant 9 temporades va pertànyer a diversos equips de l'NBA. Fou el número u del draft de l'NBA del 1967. Mesurava 1,90 metres i jugava de base. Era el pare del també jugador de bàsquet Jalen Rose, encara que va abandonar la seva mare abans del naixement i no va participar en l'educació del seu fill. Va morir el 2 de juliol de 2007 víctima d'un càncer de pulmó, als 63 anys.

## Trajectòria esportiva

### Universitat
Walker va començar a jugar al bàsquet als carrers de Boston, on es va traslladar amb la seva família poc després de néixer. Va assistir a la Universitat de Providence, on en tres anys va ser nomenat en dues ocasions All-American, i va obtenir diversos rècords amb la seva universitat, com el de fer una mitjana de 25,3 punts en tota la seva carrera, 30,4 punts en el seu últim any i anotar en total 2.045 punts, rècord aquest últim que ha mantingut durant 38 anys fins que li va ser arrabassat per Ryan Gomes el 2005.

### Professional
Va ser triat en el número 1 del Draft de l'NBA del 1967 pels Detroit Pistons, equip en el qual va estar durant 5 temporades, sent en l'última d'elles quan va aconseguir les seves millors xifres, amb 21,3 punts i 4 assistències per partit. Va ser traspassat als Houston Rockets, on va jugar una temporada completa, i en iniciar la segona va ser enviat als Kansas City Kings, on després de 3 temporades es va retirar amb 32 anys. Mai va aconseguir respondre a les expectatives que van ser creades entorn del seu joc, però malgrat això va aconseguir fer una mitjana de 16,7 punts i 3,5 assistències, xifres que impressionen més en haver coincidit amb grans estrelles en el seu mateix lloc a Detroit (Dave Bing) i a Kansas (Nate Archibald).

## Estadístiques de la seva carrera a l'NBA

### Temporada regular
| Temporada | Edat | Equip                   | Lliga |     | TIT | MIN  | TC  | TCA  | %TC  | 3 | 3PA | %3 | TL  | TLA | %TL  | R.of. | R.DEF. | REB | ASIS | ROB | TAP | PER | FP  | PTES |
| 1967-68   | 23   | Detroit Pistons         | NBA   | 81  |     | 19.6 | 3.6 | 9.0  | .394 |   |     |    | 1.7 | 2.2 | .766 |       |        | 1.7 | 2.8  |     |     |     | 2.5 | 8.8  |
| 1968-69   | 24   | Detroit Pistons         | NBA   | 69  |     | 23.8 | 4.5 | 9.7  | .466 |   |     |    | 2.6 | 3.3 | .795 |       |        | 2.3 | 3.2  |     |     |     | 2.5 | 11.7 |
| 1969-70   | 25   | Detroit Pistons         | NBA   | 81  |     | 35.4 | 8.2 | 17.2 | .478 |   |     |    | 4.4 | 5.4 | .807 |       |        | 3.0 | 3.1  |     |     |     | 2.5 | 20.8 |
| 1970-71   | 26   | Detroit Pistons         | NBA   | 79  |     | 35.0 | 6.6 | 15.2 | .436 |   |     |    | 4.4 | 5.2 | .831 |       |        | 2.6 | 3.4  |     |     |     | 2.2 | 17.6 |
| 1971-72   | 27   | Detroit Pistons         | NBA   | 78  |     | 39.5 | 8.1 | 17.8 | .457 |   |     |    | 5.1 | 6.2 | .827 |       |        | 3.0 | 4.0  |     |     |     | 2.5 | 21.3 |
| 1972-73   | 28   | Houston Rockets         | NBA   | 81  |     | 38.0 | 7.5 | 16.1 | .465 |   |     |    | 3.0 | 3.4 | .884 |       |        | 3.3 | 5.5  |     |     |     | 2.6 | 18.0 |
| 1973-74   | 29   | TOTAL                   | NBA   | 75  |     | 39.4 | 7.8 | 16.5 | .469 |   |     |    | 3.6 | 4.4 | .820 | 0.5   | 2.2    | 2.7 | 4.1  | 1.1 | 0.1 |     | 2.3 | 19.2 |
| 1973-74   | 29   | Houston Rockets         | NBA   | 3   |     | 12.7 | 2.3 | 4.0  | .583 |   |     |    | 0.0 | 0.3 | .000 | 0.0   | 0.7    | 0.7 | 1.3  | 0.0 | 0.0 |     | 1.3 | 4.7  |
| 1973-74   | 29   | Kansas City-Omaha Kings | NBA   | 72  |     | 40.6 | 8.0 | 17.1 | .468 |   |     |    | 3.8 | 4.6 | .822 | 0.5   | 2.3    | 2.8 | 4.2  | 1.1 | 0.1 |     | 2.3 | 19.8 |
| 1974-75   | 30   | Kansas City-Omaha Kings | NBA   | 81  |     | 38.5 | 6.8 | 14.4 | .475 |   |     |    | 3.0 | 3.6 | .855 | 0.6   | 2.3    | 3.0 | 2.8  | 1.0 | 0.2 |     | 2.7 | 16.7 |
| 1975-76   | 31   | Kansas City Kings       | NBA   | 73  |     | 34.1 | 6.3 | 13.0 | .483 |   |     |    | 3.2 | 3.7 | .865 | 0.7   | 1.8    | 2.4 | 2.4  | 1.2 | 0.2 |     | 2.5 | 15.7 |
| Total     |      |                         | NBA   | 698 |     | 33.8 | 6.6 | 14.4 | .461 |   |     |    | 3.4 | 4.2 | .829 | 0.6   | 2.1    | 2.7 | 3.5  | 1.1 | 0.2 |     | 2.5 | 16.7 |

### Playoffs
| Temporada | Edat | Equip                   | Lliga |    | TIT | MIN  | TC  | TCA  | %TC  | 3 | 3PA | %3 | TL  | TLA | %TL  | R.of. | R.DEF. | REB | ASIS | ROB | TAP | PER | FP  | PTES |
| 1967-68   | 23   | Detroit Pistons         | NBA   | 6  |     | 20.2 | 5.2 | 11.2 | .463 |   |     |    | 2.3 | 2.8 | .824 |       |        | 1.5 | 1.5  |     |     |     | 2.8 | 12.7 |
| 1974-75   | 30   | Kansas City-Omaha Kings | NBA   | 6  |     | 37.5 | 6.5 | 14.0 | .464 |   |     |    | 2.3 | 3.0 | .778 | 0.2   | 1.5    | 1.7 | 2.8  | 0.8 | 0.2 |     | 2.0 | 15.3 |
| Total     |      |                         | NBA   | 12 |     | 28.8 | 5.8 | 12.6 | .464 |   |     |    | 2.3 | 2.9 | .800 | 0.2   | 1.5    | 1.6 | 2.2  | 0.8 | 0.2 |     | 2.4 | 14.0 |

## Assoliments personals
- Rècord de punts de la Universitat de Providence (2.045)
- Màxim encistellador de l'NCAA el 1967 (30,4 punts per partit).
- 2 vegades All Star de l'NBA.